# Кучумово
Кучу́мово (рос. Кучумово, башк. Күсем) — присілок у складі Чишминського району Башкортостану, Росія. Входить до складу Чишминської сільської ради.
Населення — 116 осіб (2010; 157 в 2002).
Національний склад:
- башкири — 98 %